# Prusicko
Prusicko – wieś w Polsce, położona w województwie łódzkim, w powiecie pajęczańskim, w gminie Nowa Brzeźnica.
W skład sołectwa Prusicko wchodzą: Kolonia Gidelska, Jedle, Kaflarnia, Miroszowy, Moczydła, Rybaki, Rzędowie oraz Zapole.
| SIMC    | Nazwa    | Rodzaj     |
| ------- | -------- | ---------- |
| 0139749 | Moczydła | przysiółek |
| 0139755 | Rybaki   | przysiółek |

## Historia
Rodowód tej wsi sięga średniowiecza, a wykopaliska potwierdzają osadnictwo z okresu kultury łużyckiej. Szereg informacji o wsi przekazał Jan Długosz, który urodzony w pobliskiej Brzeźnicy traktował te okolice jako strony rodzinne. Na pocz. XV w. właścicielem był znany rycerz Jan Hińcza z Rogowa herbu Działosza – kasztelan sandomierski. W zabagnionej dolinie niewielkiego dopływu Warty kazał wykopać dwa duże stawy, które podarował wraz ze znaczną sumą pieniężną klasztorowi kanoników regularnych laterańskich z Mstowa. Po jego śmierci Prusicko objęli krewni Hińczy – Kobylańscy. Ród ten w XVI - XVII w. należał do najbogatszych w pd. części województwa sieradzkiego i skupił liczne dobra, m.in. Działoszyn, Danków, Lipie i in. Ostatnim z Kobylańskich był Krzysztof – poeta doby renesansu, kalwinista. Za czasów Kobylańskich we wsch. części wsi wznosił się zameczek, którego śladów dziś trudno się dopatrzeć. W XVIII w. Prusicko stanowi własność Małachowskich. W XIX w. istniały tu młyny na Warcie i fryszerka oraz wydobywano wapień. W 1874 r. miejscowość liczyła 347 mieszkańców. 22 stycznia 1864 r. w pobliżu Prusicka wojska rosyjskie rozbiły niewielki oddział powstańczy pod wodzą Daniłowicza.
Za Królestwa Polskiego istniała gmina Prusicko.
W latach 1954-1959 wieś była siedzibą gromady Prusicko, po jej zniesieniu w gromadzie Wólka Prusicka. W latach 1975–1998 miejscowość administracyjnie należała do województwa częstochowskiego.